# Lågorna är många
Lågorna är många är en psalm författad av Anders Frostenson 1972 och bearbetad 1986. Musik i e-moll (3/4-dels takt) är skriven av Olle Widestrand 1974.
Psalmen är den internationellt mest kända av Anders Frostenson, möjligen i konkurrens med Guds kärlek är som stranden och som gräset.

## Publicerad som
- Nr 831 Herren Lever 1977 under rubriken "Kyrkan. Enhet"
- Nr 61 i Den svenska psalmboken 1986, Cecilia 1986, Psalmer och Sånger 1987, Segertoner 1988 och Frälsningsarméns sångbok 1990 under rubriken "Kyrkan".
- Nr 172 i Finlandssvenska psalmboken 1986 under rubriken "Kristi kyrka".